# Perasis sussianae
Perasis sussianae är en tvåvingeart som beskrevs av Abbassian-lintzen 1964. Perasis sussianae ingår i släktet Perasis och familjen rovflugor. Inga underarter finns listade i Catalogue of Life.